# Collateral Beauty
Collateral Beauty is een Amerikaanse dramafilm uit 2016, geregisseerd door David Frankel. De ensemblefilm, met in de hoofdrollen Will Smith, Edward Norton, Keira Knightley, Michael Peña, Naomie Harris, Jacob Latimore, Kate Winslet en Helen Mirren, werd negatief door de pers ontvangen, maar bracht wereldwijd wel $85 miljoen in het laatje.

## Verhaal
Howard (Will Smith) is een succesvol reclameman uit New York maar na het overlijden van zijn zesjarige dochter zit hij totaal in de put. Zijn collega’s zoeken uit hoe ze hem uit de depressie kunnen krijgen en ontdekken dat hij brieven schrijft naar "Death" (dood), "Love" (liefde) en "Time" (tijd). Omdat het bedrijf verliezen lijdt door zijn depressie, maken zijn collega’s een plan om hem geestelijk ongeschikt te laten verklaren en zorgen ervoor dat dood, liefde en tijd tot leven komen en beginnen te praten met Howard. Dit heeft onverwachte resultaten want door de gesprekken begint een onverwacht genezingsproces.

## Rolverdeling
| Acteur           | Personage           |
| ---------------- | ------------------- |
| Will Smith       | Howard Inlet        |
| Edward Norton    | Whit Yardsman       |
| Keira Knightley  | Aimee More / "Love" |
| Michael Peña     | Simon Scott         |
| Naomie Harris    | Madeleine           |
| Jacob Latimore   | Raffi / "Time"      |
| Kate Winslet     | Claire Wilson       |
| Helen Mirren     | Brigitte / "Death"  |
| Enrique Murciano | Stan                |
| Kylie Rogers     | Allison Yardsham    |
| Natalie Gold     | moeder van Adam     |

## Productie
In mei 2015 kwam het nieuws dat Hugh Jackman en Rooney Mara de hoofdrollen zouden vertolken. Aanvankelijk zou Alfonso Gomez-Rejon de regie op zich nemen, maar hij verliet in oktober 2015 het project vanwege creatieve verschillen met de studio; een maand later werd David Frankel aangesteld als zijn vervanger.
Nadat Jackman zich terugtrok van het project - volgens de studio vanwege heropnamen van Logan (2017) die plaatsvonden in dezelfde tijdsperiode - werd Johnny Depp benaderd voor het overnemen van de hoofdrol voordat in augustus 2015 het nieuws kwam dat Will Smith uiteindelijk geschikter werd bevonden. Smith liet zich in interviews zeer enthousiast uit over het project: "Zo nu en dan ontvang je een script en dan weet je al bij de tiende pagina dat je het gaat doen. Je bent dan gewoon van 'oké, deze ga ik maken.' Deze film heeft het beste slot van alle films waar ik onderdeel van uit heb gemaakt." Met het zware thema van Collateral Beauty sloeg Smith een ander pad in dan de anderzijds luchtige films die kijkers van hem zijn gewend; hierop lichtte hij toe: "Ik wil nieuw terrein betreden, niet blijven hangen in veilige vervolgfilms. Ik zoek naar de grens van wat nog acceptabel wordt gevonden door kijkers, die al decennia gewend zijn aan een zekere versie van Will Smith."
Helen Mirren werd in december 2015 toegevoegd aan de cast. In januari 2016 tekenden ook Edward Norton, Michael Peña en Naomie Harris voor het project. In februari 2016 kwam het nieuws dat Keira Knightley was aangesteld in de rol die oorspronkelijk was weggelegd voor Mara. De bekendmaking van Winslet als castlid volgde enkele dagen later. Winslet werd gecast voor de rol waarvoor aanvankelijk Rachel McAdams werd benaderd; zij moest zich terugtrekken vanwege gelijktijdige opnamen van Doctor Strange (2016).
De opnamen begonnen in februari 2016 in New York.

## Ontvangst
Hoewel de film voor de release nog werd genoemd als een van de kanshebbers van een Academy Award in verscheidene categorieën, kreeg hij vernietigende recensies van de pers en werd in de Verenigde Staten omgedoopt tot een van de slechtste films van 2016. De film werd in de Verenigde Staten op 9 februari 2017 na minder dan twee maanden al uit de roulatie gehaald. De gehele cast van de film werd genomineerd voor een Golden Raspberry Award, de tegenhanger van de Oscars.
Recensent van De Volkskrant had slechts een uit vijf sterren voor de film over en lichtte toe: "Zelden voelde een film vol loodzware thematiek zo onoprecht en nep als Collateral Beauty. De manier waarop rouw door de strot wordt geduwd wordt op den duur ondraaglijk." Recensent van het NRC Handelsblad was positiever verrast en had drie uit vijf sterren over voor de film: "Hoewel Collateral Beauty steevast naar tranen hengelt, blijft de film toch niet steken in weeïgheid. De film lijkt vooral bedoeld om te laten zien dat Will Smith heus wel kan acteren. Dat is een beetje ergerlijk maar gelukkig zijn de bijrollen zeer luxe bezet. Edward Norton, Kate Winslet en Helen Mirren redden de film nipt van een overdosis suiker."
Recensent van het Algemeen Dagblad beoordeelde de film met twee uit vijf sterren en schreef: "Gelikte tranentrekker vol platitudes over het soms oneerlijke leven, de kracht van liefde en die onvermijdelijke dood. Smith lijkt niet helemaal op z'n plek in deze bloedserieuze rol. Ook voor de rest van de toch sterke cast geldt dat ze in andere films, zonder zo'n van-dik-hout-zaagt-men-planken-scenario, beter voor de dag kwamen. Hoewel het plot gematigd effectief is, blijft werkelijke beroering achterwege." Recensent van De Telegraaf bekroonde de film met 2,5/5 sterren: "Regisseur David Frankel smeert het sentiment waar hij kan. Dan mag zijn drama een aparte invalshoek hebben, het blijft vooral hangen als gekunstelde publieksbespeling."